# Neovison vison
El visón americano (Neogale vison) es un mamífero carnívoro de la familia de los mustélidos que se asemeja a la marta. Tiene la cabeza ancha, orejas muy cortas y pelaje lustroso de color pardo uniforme, con una raya más oscura en el dorso y patas cortas con pies anchos. Su piel es muy estimada por la industria peletera.
Puede ser transmisor de la plasmocitosis o enfermedad Aleutiana del Visón (ADV) causada por un parvovirus, que confiere a los ejemplares portadores de un determinado gen una importante deficiencia inmunitaria que llega a causar la muerte. Los ejemplares infectados que no poseen este gen, sin desarrollar la enfermedad son portadores de la misma, pudiendo transmitirla a otros mustélidos, especialmente visones europeos y americanos. También se ha detectado una versión modificada del virus SARS-CoV-2 en visones, con la posibilidad de generar contagios de visones a humanos. Esto ha llevado a su sacrificio masivo en países como Dinamarca y España.

## Distribución geográfica

### Distribución natural
El área de distribución originaria del visón americano, como especie autóctona, es Neártica y se limita a Norteamérica, exceptuando el Norte del círculo polar ártico, la zona meridional de Estados Unidos y México.
A finales del siglo XIX el comercio de la piel de visón americano condujo al inicio de su cría en cautividad en América del norte (Canadá y Estados Unidos), para la producción comercial de sus pieles, siendo las primeras referencias de 1866-67 (Dunstone, 1993).

### Distribución introducida
En Europa, la especie fue introducida en 1920 debido al traslado de la industria peletera de América del Norte a dicho continente. La mala praxis en el manejo de estos animales, por ejemplo el abandono de ocho mil visiones por parte de un empresario peletero en una granja en 1990 en Teruel, la falta de información sobre el potencial invasor de la especie y los desastres naturales que provocaron sueltas accidentales de visones son la causa de la introducción del visón americano en España. 
En Argentina la especie fue introducida durante 1930 con la intención de explotar sus pieles. Fue liberada en la década de 1970 en el centro patagónico, pero la ausencia de depredadores le facilitó al visón la tarea de expandirse hacia el norte y ocupar desde Neuquén hasta Tierra del Fuego. Aún no se sabe la cantidad precisa de individuos que se encuentran en el país.
En Chile el visón americano fue introducido a la Región de Magallanes en la década de 1930. Desde la liberación de los individuos de visón como resultado de la crisis de la industria peletera, el visón ha continuado expandiendo su rango de distribución en el país. Su rango de distribución actual va desde la Región de La Araucanía por el norte hasta la Región de Magallanes por el sur. Sin embargo, existen territorios aislados en los que no se ha detectado presencia de visón americano debido a barreras biogeográficas. El último territorio en donde se ha registrado visón americano fue el Archipiélago de Chiloé (Región de Los Lagos) en el año 2013, suponiendo que su avance hasta el archipiélago pueda haber sido a través de embarcaciones.

## Invasión biológica
Los problemas asociados con la introducción del visón americano recaen especialmente sobre presas potenciales (escasas, amenazadas y protegidas) y sobre posibles competidores por el hábitat, el refugio y las presas, sin olvidar la posible transmisión de enfermedades infecciosas. Pueden tener un impacto negativo sobre la fauna local, sobre las aves de corral y sobre los animales domésticos; aunque el verdadero alcance de dicho impacto no está claro en algunos casos.

### Argentina
A pesar de todos los relevamientos que han hecho hasta hoy, sigue siendo difícil estimar la cantidad de individuos que están presentes en el país, pero sí se sabe que significan un gran peligro para las aves que suelen vivir en las proximidades del agua, como cauquenes, macáes, cisnes de cuello negro, patos y otras aves anfibias. Quien más siente esa amenaza es el Macá Tobiano, una especie endémica en serio peligro de extinción, ya que en una sola noche, un ejemplar de visón puede matar a más de treinta de estas aves.
Para disminuir el impacto del visón sobre las especies nativas en el sur del parque nacional Los Glaciares y la cuenca media del Río Santa Cruz, se está implementando un plan de control junto a Parques Nacionales, la Secretaría de Ambiente y Desarrollo Sustentable de la Nación Argentina, la Organización de las Naciones Unidas para la Agricultura y la Alimentación (FAO), la Sociedad Zoológica de Londres y el Consejo Agrario Provincial de la Provincia de Santa Cruz. Consiste en la captura de estos animales por medio de trampas y perros rastreadores, transectas de signos, huelleros y cámaras trampa.

### Chile
Chile dispone de todos los tipos de medios acuáticos, desde ríos y arroyos, a humedales con alta cobertura vegetal y disponibilidad de recursos tróficos, sitios que pueden llegar a constituir hábitats adecuados para la rápida dispersión del visón americano. Adicionalmente, una de las fuentes de ingreso económico de la población rural (residente en los posibles hábitats) radica en la crianza y comercio de aves de corral, las cuales son presas del visón americano. Los impactos potenciales, por lo tanto, se ciernen sobre la biodiversidad, los ecosistemas, la economía y la calidad de vida rural.
Se propone el control de las poblaciones cercanas a la isla de Chiloé mediante el trampeo continuo, como se ha presentado en casos exitosos en Escocia, Reino Unido y Finlandia. Actualmente es necesario seguir la evolución de esta especie, procurando evaluar si esto es un escenario de colonización o el reporte de un único individuo. A partir de este punto, se pueden tomar medidas que resguarden la biodiversidad de la isla de Chiloé mediante la continuidad de esfuerzos de captura y criterios científicos aplicados al contexto geográfico y al estado de avance de esta posible invasión biológica.
Han detectado su parecencia en el parque nacional torres del Paine últimamente. 

### Europa
La presión que el visón americano ejerce sobre sus primos ibéricos los desplaza, y lo hace con mucho éxito. La invasión de visón americano ha sido, de hecho, el principal motivo por el cual el europeo se encuentra en esa desagradable lista, encabezada por el lince ibérico, de los mamíferos carnívoros más amenazados del planeta.
Debido a su potencial colonizador y de constituir una amenaza grave para las especies autóctonas, los hábitats o los ecosistemas, esta especie ha sido incluida en el Catálogo Español de Especies Exóticas Invasoras, regulado por el Real Decreto 630/2013, de 2 de agosto, estando prohibida en España su introducción en el medio natural, posesión, transporte, tráfico y comercio. En el año 2013 el gobierno español anunció un plan para su erradicación.

## Relación con los humanos

### Enfermedad
Se ha descubierto que tanto el visón americano como el visón europeo transmiten el SARS-CoV-2, el virus que causa el COVID-19.

### Uso de pieles
Los visones americanos se utilizan principalmente en la fabricación de abrigos de piel, chaquetas y capas. Las pieles que no se pueden convertir en estos artículos se convierten en adornos para telas y abrigos de piel. También se fabrican bufandas y estolas de visón. Las chaquetas y capas se fabrican principalmente con ejemplares de tamaño pequeño a mediano, generalmente hembras y machos jóvenes, mientras que los adornos, bufandas y estolas se fabrican con machos adultos. Las pieles más valiosas provienen del este de Canadá que, aunque son las más pequeñas, son las más sedosas y oscuras.
Trampas

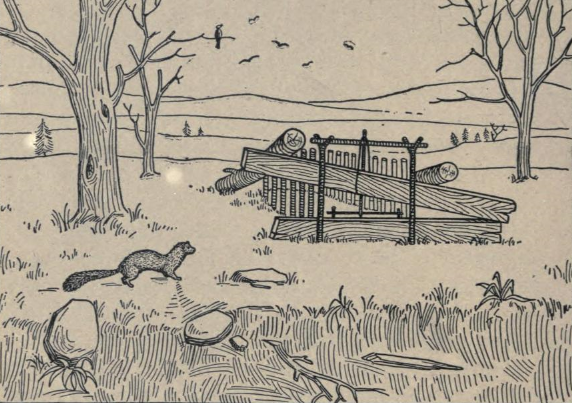
Ilustración de un visón americano acercándose a una tabla o trampa de troncos

Aunque es difícil de atrapar, el visón americano, antes de ser criado comercialmente, estaba entre los peleteros atrapados con mayor frecuencia ya que, a diferencia de otros mamíferos con pelaje, no hiberna en invierno y, por lo tanto, se puede capturar todas las noches incluso en el extremo norte. Los visones estaban legalmente atrapados desde principios de noviembre hasta principios de abril, cuando sus pieles estaban en su mejor momento. Los visones atrapados en trampas se aferran a la vida con gran tenacidad, ya que se sabe que se rompen los dientes al tratar de salir de las trampas de acero. Elliott Coues describió así un visón atrapado:
Quien no haya capturado un visón en una trampa de acero, difícilmente puede formarse una idea de la terrible expresión que adopta el rostro del animal cuando el captor se acerca. Siempre me ha parecido lo más casi diabólico de todo lo que hay en la fisonomía animal. Una mirada hosca de la forma agachada e inmóvil da paso a una nueva mirada de sorpresa y miedo, acompañada de las más violentas contorsiones del cuerpo, con renovados mordisqueos del hierro hasta dejar sin aliento, con los flancos agitados y la boca abierta chorreando saliva, el animal se acomoda de nuevo y observa con una mirada de odio concentrado, mezclada con una rabia impotente y una desesperación espantosa. El semblante del visón, su cabeza ancha y baja, orejas cortas, ojos pequeños, hocico porcino y dientes formidables, siempre expresa las pasiones más bajas y brutales, todas las cuales se intensifican en esos momentos.
Un método de los nativos americanos implicaba el uso de un cebo (por lo general, una carcasa de pollo llena de aceite de pescado y ostras) atada a una cuerda y arrastrada por un área llena de trampas. Por lo tanto, un visón seguiría el rastro hasta una de las trampas. Otro método indígena consistía en colocar trampas perfumadas con rata almizclera y almizcle de visón hembra encima de madrigueras de rata almizclera en desuso junto a cuerpos de agua. Atraído por el olor de la comida y de una hembra, el visón quedaría atrapado en la trampa y se ahogaría. En las praderas americanas, sólo se utilizó la trampa de acero, debido a la falta de madera.

### Peletería

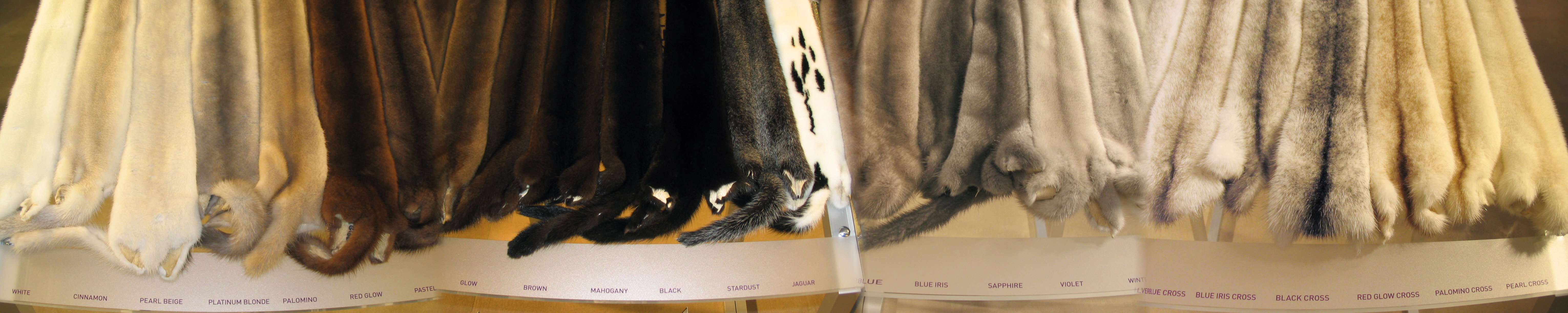
Varias mutaciones de color de visón americano

La cría de visones americanos por su piel comenzó a fines del siglo XIX, ya que el creciente entusiasmo por las pieles de visón hizo que la recolección de visones salvajes fuera insuficiente para satisfacer las nuevas demandas. Los visones americanos se mantienen fácilmente en cautiverio y se reproducen fácilmente. En 2005, Estados Unidos ocupó el cuarto lugar en producción detrás de Dinamarca., China y los Países Bajos. Los visones normalmente se reproducen en marzo y dan a luz a sus camadas en mayo. Los granjeros vacunan a los cachorros contra el botulismo, el moquillo, la enteritis y, si es necesario, la neumonía. Se cosechan a finales de noviembre y diciembre. Los métodos para sacrificar animales en granjas peleteras, como en todas las granjas, se detallan en el informe sobre eutanasia de la Asociación Médica Veterinaria Estadounidense, que se utiliza como una guía voluntaria para los departamentos estatales de agricultura que tienen jurisdicción sobre todas las granjas que crían ganado domesticado, incluidos los visones. En el pasado, algunas granjas de visones proporcionaron estanques de agua para que los visones pudieran nadar; sin embargo, esta práctica es desconocida en la producción moderna de visones. Los visones están motivados para acceder al agua para nadar, y la ausencia de agua es una fuente de frustración en las granjas modernas. La dieta ideal para los visones criados en granja consiste en cuatro a cinco onzas de carne de caballo y un cuarto de litro de leche una vez al día.

### Mutaciones de color
La cría selectiva ha producido una serie de tonos de color diferentes en las pieles de visón, que van desde el blanco puro, pasando por beiges, marrones y grises, hasta un marrón que es casi negro. Las dos cepas estándar son la marrón y la "cruz negra" que, cuando se combinan, producen numerosas variaciones de color. Cuando nace un visón albino, es un procedimiento estándar en las granjas peleteras criarlo con otras mutaciones de color para producir tonos pastel grises y marrones claros.

### Como mascotas

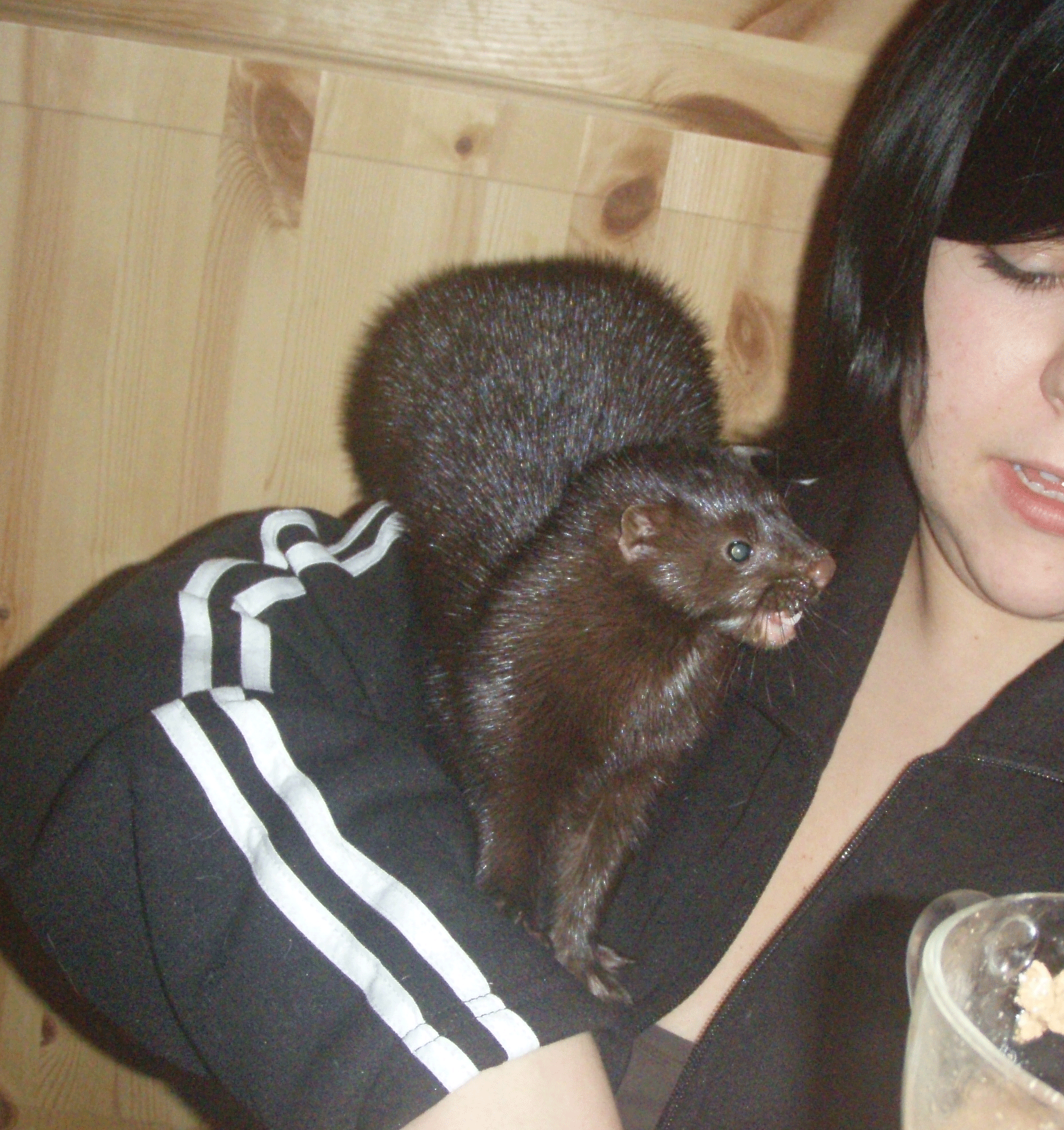
Visón como mascota

El visón salvaje se puede domesticar si se captura joven, pero puede ser difícil de manejar y, por lo general, no se maneja con las manos desnudas. A fines del siglo XIX, los visones americanos domesticados a menudo se criaban para cazar ratas, al igual que los hurones que se usaban en Europa. Algunos ratoneros modernos han revivido esta práctica utilizando visones criados en granjas, a veces junto con perros ratoneros. A veces son ratoneros más efectivos que los terriers, ya que pueden entrar en las madrigueras de las ratas y expulsar a las ratas de sus escondites.
Cuando los visones salvajes están confinados con los domesticados, los salvajes dominan invariablemente a los visones domesticados. También se sabe que dominan a los gatos en los enfrentamientos. Aunque son inteligentes, los visones no aprenden rápidamente los trucos que les enseñan sus dueños. Debido a su afición por bañarse, los visones americanos cautivos pueden entrar en teteras u otros recipientes abiertos que contengan agua.
Aunque los visones domésticos han sido criados en cautiverio durante casi un siglo, no han sido criados para ser mansos. Los visones domésticos se han criado según el tamaño, la calidad del pelaje y el color. Sin embargo, la Comisión de pieles de EE. UU. afirma que "los visones son animales verdaderamente domesticados", según la cantidad de años que han estado en granjas de pieles.

### Literatura
Como especie invasora en el Reino Unido, los visones han sido objeto de al menos dos novelas. Break for Freedom de 1968 de Ewan Clarkson (publicado como Syla, the Mink en los EE. UU.) cuenta la historia de una hembra de visón que escapó de una granja de pieles en un estilo realista. Por otro lado, Kine de 1982 de AR Lloyd es una fantasía heroica con los visones como villanos y las comadrejas y otros animales indígenas como héroes.